# Линколн (Калифорнија)
Линколн (енгл. Lincoln) град је у америчкој савезној држави Калифорнија. По попису становништва из 2010. у њему је живело 42.819 становника.

## Демографија
Према попису становништва из 2010. у граду је живело 42.819 становника, што је 31.614 (282,1%) становника више него 2000. године.
| Група             | 2000.         | 2010.          |
| Белци             | 7.792 (69,5%) | 30.434 (71,1%) |
| Афроамериканци    | 49 (0,4%)     | 629 (1,5%)     |
| Азијати           | 121 (1,1%)    | 2.663 (6,2%)   |
| Хиспаноамериканци | 2.911 (26,0%) | 7.597 (17,7%)  |
| Укупно            | 11.205        | 42.819         |